# Digitalizador

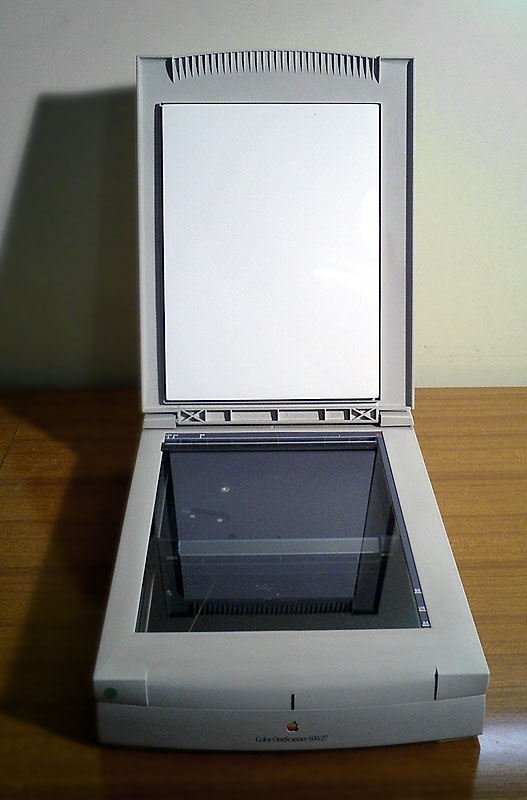
Digitalizador de mesa Apple Color OneScanner 600

Um digitalizador (em inglês: scanner) é um periférico de entrada responsável por digitalizar imagens, fotos e textos impressos para o computador, um processo inverso ao da impressora. Ele faz varreduras na imagem física por meio de leitura óptica, gerando impulsos elétricos através de um captador de reflexos. É dividido em duas categorias:
- Digitalizador de mão – semelhante a um rato/mouse bem grande, no qual deve-se passar por cima do desenho ou texto a ser transferido para o computador. Este tipo não é mais apropriado para trabalhos semiprofissionais devido à facilidade para o aparecimento de ruídos na transferência.[2]
- Digitalizador de mesa – semelhante a uma fotocopiadora, no qual deve-se colocar o papel e baixar a tampa para que o desenho ou texto seja então transferido para o computador. Eles fazem a leitura a partir dispositivos de carga dupla.[2]

O digitalizador cilíndrico é o mais utilizado para trabalhos profissionais. Ele faz a leitura a partir de fotomultiplicadores. Sua maior limitação reside no fato de não poderem receber originais não flexíveis e somente digitalizarem imagens e traços horizontais e verticais. Ele tem a capacidade de identificar um maior número de variações tonais nas áreas de máxima e de mínima.
Devido aos avanços recentes na área da fotografia digital, já começam a ser usadas câmeras digitais para capturar imagens e texto de livros.